# Björn Larsson
Pour les articles homonymes, voir Larsson.
Björn Larsson, né en 1953 à Jönköping, est un écrivain et  professeur suédois.

## Biographie
Björn Larsson perd son père en août 1961, sa mère enseigne dans des écoles professionnelles à Aseda durant quatre ans, puis elle est affectée à Jönköping. Âgé de quinze ans, Larsson part pour les États-Unis à bord du Bergensfjord en compagnie d'une dizaine d'adolescents européens sélectionnés pour passer une année à l'étranger. Il visite New York, Chicago et Phoenix. Il est scolarisé durant une année à The Orme School en Arizona. À son retour en Suède, il délaisse les sciences naturelles et se tourne vers la philosophie et le français. C'est au lycée qu'il commence à écrire des poèmes et des articles. En 1971, il est appelé sous les drapeaux, mais son refus de porter l'uniforme en devenant objecteur de conscience l'entraîne trois fois en prison pour un total de cinq mois. 
Björn Larsson passe plusieurs années à Paris, d'abord en vivant de traductions (L'Enfant de Jules Vallès et un texte de Balzac) et en donnant des cours de français à des étudiants scandinaves à Saint-Malo, en lien avec l'Université de Haute Bretagne. Il travaille sur sa thèse consacrée à Simone de Beauvoir, vit à Lund, puis Copenhague en 1981. 
À partir de 1986, avec sa compagne Helle, il décide de vivre sur son voilier, le Rustica sur lequel il reste plusieurs années. Il situe sur ce bateau l'intrigue de son roman Le Cercle celtique, mais c'est toute son œuvre qui est liée à la mer et la navigation, notamment dans l'Atlantique Nord, la Baltique et la Mer du Nord. Il s'installe ensuite au Danemark, à Malmö, puis à proximité du port de Gilleleje. C'est à cette époque que le succès littéraire international arrive avec la publication du Cercle celtique et de Long John Silver qui sont traduits en allemand, italien et français. 
Il est professeur titulaire de littérature française à l'Université de Lund, en Suède.
Björn Larsson fait partie du jury du Prix Nicolas-Bouvier et du Prix Simone de Beauvoir pour la liberté des femmes.

## Portée de l'œuvre
Björn Larsson situe la plupart de ses œuvres, romans ou essais, dans le domaine maritime. Il s'inspire de ses nombreux voyages sur les mers et les océans d'Europe du Nord pour y situer l'action de ses romans : Le Cercle celtique, Le Capitaine et les Rêves, La Véritable Histoire d'Inga Andersson. Il est à noter que les références nautiques (lieux, amers, routes suivies etc.) sont en règle générale parfaitement vérifiables dans les documents maritimes officiels.
Il s'essaie au roman policier avec Le Cercle celtique (1992), épopée maritime où Pekka, un Finlandais qui craint la police, confie son journal de bord à Ulf, le propriétaire suédois d'un voilier, et à son compagnon Torben, dès lors tous deux lancés dans une étrange aventure sur des mers démontées, dont le redoutable Golfe ou Détroit de Corryvreckan  pour éclaircir le mystère du mythique Cercle celtique. Son deuxième roman, Long John Silver (1995) est un récit d'aventures livrant les mémoires fictives du pirate Long John Silver, le célèbre personnage de L'Île au trésor de Robert Louis Stevenson. Le Mauvais Œil (1999), un thriller qui se déroule à Paris, fait écho aux attentats de 1995. La Véritable Histoire d'Inga Andersson (2002), un roman policier situé dans le milieu du renseignement, voit l'héroïne éponyme, une criminologue suédoise, poursuivie à la trace par un écrivain amoureux d'elle et désireux d'en faire le personnage de son prochain roman.
Avec Le choix de Martin Brenner (2018) il aborde d'une façon originale le problème de la judéité et du fanatisme, antisémite ou religieux. 

## Œuvre

### Romans
- Den keltiska ringen (1992) Publié en français sous le titre Le Cercle celtique, trad. de Christine Hammarstrand, Paris, Denoël, coll. « Thrillers Denoël », 1995, 321 p.  (ISBN 2-207-24260-9) ; réédition, Paris, Gallimard, Folio policier no 9, 1998
- Long John Silver – Den äventyrliga och sannfärdiga berättelsen om mitt liv och leverne som lyckoriddare och mänsklighetens fiende (1995) Publié en français sous le titre Long John Silver : la relation véridique et mouvementée de ma vie et de mes aventures d'homme libre, de gentilhomme de fortune et d'ennemi de l'humanité, trad. de Philippe Bouquet, Paris, Grasset, 1995, 440 p.  (ISBN 2-246-54481-5) ; réédition, Paris, Le Livre de poche no 15010, 2001 ; réédition, Paris, Grasset, 2014
- L'ultima avventura del pirata Long Jonhn Silver (2013) Publié en français sous le titre La dernière aventure de Long John Silver, trad. de l'italien par Camille Paul, Paris, Grasset, 2014, 128 p.  (ISBN 978-2-246-81069-8)
- Drömmar vid havet (1997) Prix Médicis étranger Publié en français sous le titre Le Capitaine et les Rêves, trad. de Philippe Bouquet, Paris, Grasset, 1999, 300 p.  (ISBN 2-246-56411-5) ; réédition, Paris, Le Livre de poche no 15297, 2002
- Det onda ögat (1999) Publié en français sous le titre Le Mauvais Œil, trad. de Philippe Bouquet, Paris, Grasset, 2001, 314 p.  (ISBN 2-246-59791-9) ; réédition, Paris, Le Livre de poche no 30212, 2005
- Från vredens kap till jordens ände (2001) Publié en français sous le titre La Sagesse de la mer, trad. de Philippe Bouquet, Paris, Grasset, 2002, 328 p.  (ISBN 2-246-62341-3) ; réédition, Paris, Le Livre de poche no 30438, 2005
- Den sanna berättelsen om Inga Andersson (2002) Publié en français sous le titre La Véritable Histoire d'Inga Andersson, trad. de Philippe Bouquet, Paris, Grasset, 2004, 330 p.  (ISBN 2-246-64911-0) ; réédition, Paris, Le Livre de poche no 30556, 2006
- Filologens dröm (2008) Publié en français sous le titre Le Rêve du philologue : nouvelles sur la joie de la découverte, trad. de Philippe Bouquet, Paris, Grasset, 2009, 285 p.  (ISBN 978-2-246-73741-4)
- Döda poeter skriver inte kriminalromaner (2010) Publié en français sous le titre Les poètes morts n'écrivent pas de romans policiers, trad. de Philippe Bouquet, Paris, Grasset, 2012 (ISBN 978-2-246-78452-4) ; réédition, Paris, Le Livre de poche, 2015
- Brevet Från Gertrud (2018) Publié en français sous le titre Le choix de Martin Brenner, trad. de Hélène Hervieu, Paris, Grasset, 2020  (ISBN 978-2-246-82157-1)

### Recueil de nouvelles
- Splitter (1980)

### Œuvres écrites en français
- La Réception des Mandarins : le roman de Simone de Beauvoir face à la critique littéraire en France, Suède, Lund University Press, 1988, 216 p.  (ISBN 91-7966-036-3)
- Björn Larsson, Besoin de liberte, Paris, Seuil, 2006, 268 p. (ISBN 2-02-078762-8 et 978-2-020-78762-8, OCLC 77051225), p. 268.

## Prix et distinctions
- Le Cercle celtique
  - Prix Corail du meilleur livre maritime, 1995

- Le Capitaine et les Rêves
  - Prix Médicis étranger, 1999
  - Gleerups litterära pris till Ann Dyster-Aas minne, 1999
  - Premio Boccaccio Europa, 2000
  - Svenska bokhandlarföreningens skånekrets författarstipendium, 2000
  - Jönköpings kommuns kulturstipendium, 2000

- La Sagesse de la mer : du cap de la colère au bout du monde
  - Prix de l'Astrolabe Etonnants Voyageurs, 2002
  - Premio internazionale cultura del mare, 2002
  - Premio Elsa Morante, 2002
  - Prix des lecteurs du Festival Livre & Mer de Concarneau, 2002
  - Médaille du Conseil général de la Gironde, 2003
  - Östrabopriset, 2004
  - Premio Grinzane Biamonti, 2005

## Sources
- Claude Mesplède (dir.), Dictionnaire des littératures policières, vol. 1 : A - I, Nantes, Joseph K, coll. « Temps noir », 2007, 1054 p. (ISBN 978-2-910686-44-4, OCLC 315873251), p. 147.